# ويليام كوبر (عالم حيواني)
ويليام كوبر (بالإنجليزية: William Cooper)‏ هو عالم نبات وعالم طيور أمريكي، ولد في 1798، وتوفي في 1864.